# ريان برتراند

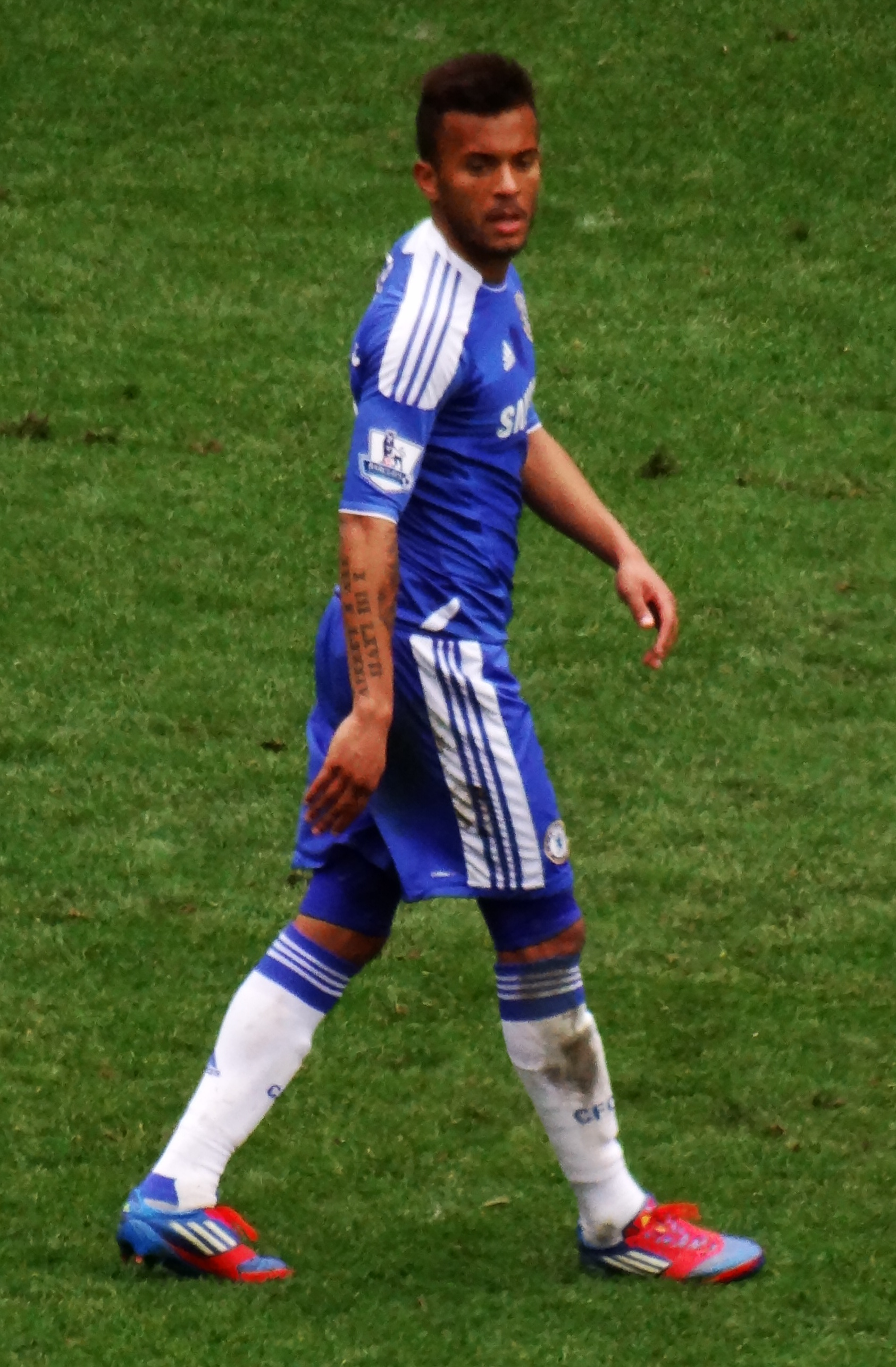

ريان دومينيك برتراند (بالإنجليزية: Ryan Dominic Bertrand)‏ (مواليد 5 أغسطس 1989 في ساوثوورك، إنجلترا) هو لاعب كرة قدم إنجليزي، ويلعب في مركز الظهير الأيسر مع نادي ليستر سيتي.
بدأ في نادي جيلينغهام قبل أن ينتقل إلى نادي تشيلسي اللندني في عام 2005. لعب في الفريق الوطني الإنجليزي تحت 19 عام. بعد أن تطور مستواه مع تشيلسي، أعير إلى نادي بورتسموث في موسم 2006-2007 ، ثم أعير مرة أخرى لنادي «أولد هام أثيليتك» ليكتسب الخبرة. وهو الآن في إعارة لنادي ريدينغ.

## روابط خارجية
- ريان برتراند على موقع الاتحاد الدولي (مؤرشف)  (الإنجليزية)
- ريان برتراند على موقع الاتحاد الأوربي (الإنجليزية)
- ريان برتراند على موقع قاعدة بيانات كرة القدم.إي يو (الإنجليزية)
- ريان برتراند على موقع ناشيونال فوتبول تيمز (الإنجليزية)
- ريان برتراند على موقع Soccerbase.com (لاعب) (الإنجليزية)
- ريان برتراند على موقع Soccerway.com (الإنجليزية)
- ريان برتراند على موقع عالم كرة القدم.نت (الإنجليزية)
- ريان برتراند على موقع كووورة
- ريان برتراند على موقع اللجنة الأولمبية الدولية (الإنجليزية)
- ريان برتراند على موقع أوليمبيديا (الإنجليزية)